# Unaysaurus
Unaysaurus foi um gênero de dinossauro Sauropodomorpha, e é um dos mais antigos dinossauros conhecidos. Foi descoberto no Sul do Brasil em 1998, e foi anunciado em uma coletiva de imprensa em 2004. Um membro de um grupo de dinossauros herbívoros conhecidos como Prosauropoda, que está estreitamente ligado a um dinossauro encontrado na Alemanha, o que indica que ele foi uma espécie que se espalhou com relativamente facilidade pelo supercontinente Pangeia.
Como a maioria dos primeiros dinossauros, Unaysaurus era relativamente pequeno, e andava sobre duas pernas (bípede). Tinha apenas 2,5 metros de comprimento, 70 a 80 centímetros de altura e pesava cerca de 70 kg.
O único esqueleto atribuído a Unaysaurus apresenta boa preservação. Este consiste de um crânio quase completo, com uma mandíbula inferior, e um esqueleto parcial com muitos dos ossos ainda ligados uns aos outros na sua posição natural (articulados). É um dos esqueletos e crânio de dinossauro mais completo, já encontrados no Brasil.

## Descoberta e nome

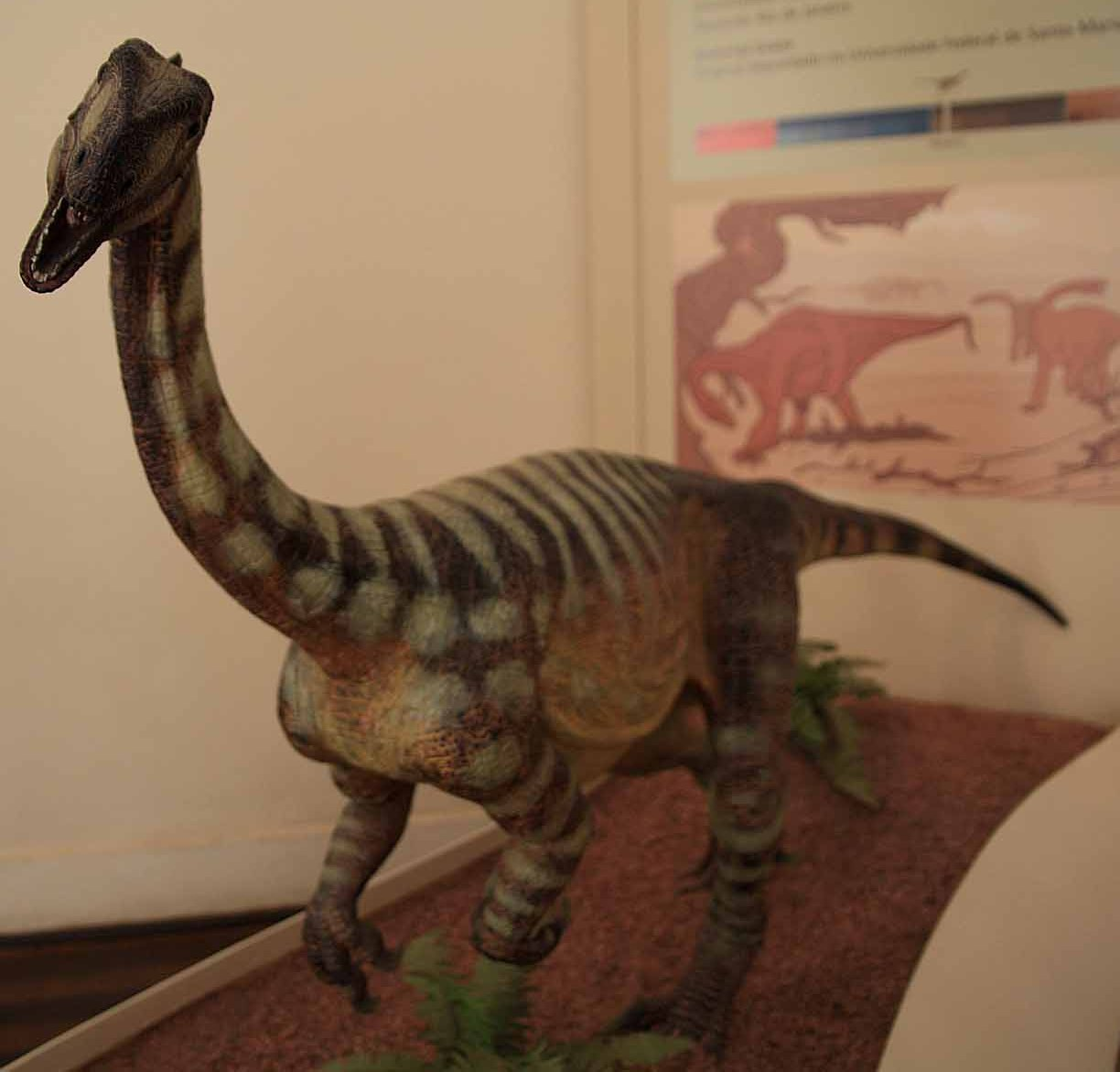
Modelo no Museu Nacional da Universidade Federal do Rio de Janeiro no Rio de Janeiro

Unaysaurus viveu há cerca de 225 milhões de anos, no Noriano, final do período Triássico. Foi encontrado na Formação Caturrita. Foi descoberto no Sítio Paleontológico de Água Negra, em São Martinho da Serra, no Rio Grande do Sul.
Unaysaurus é o primeiro Prosauropoda descoberto no Brasil. Prosauropodas eram semi-bípedes, e estão relacionados com os saurópodes mais avançados que viriam posteriormente, e que incluem algumas das maiores criaturas que já caminharam sobre a Terra, como o Brachiosaurus.
O parente mais próximo do Unaysaurus não é da América do Sul, e esta intimamente relacionada com os plateossauros, que viveram há 210 milhões de anos na Alemanha. Isso indica que as espécies foram capazes de migrar de maneira relativamente fácil através de Pangeia.
A nova espécie e gênero foram oficialmente descritas por Luciano A. Leal, Sergio A. K. Azevedo, Alexander W. A. Kellner e Átila A. S. da Rosa, 2004 questão da revista científica Zootaxa.
O nome vem do Unaysaurus unay palavra (u-na-hee), que significa água negra na língua Tupi, que por sua vez, refere-se a Água Negra que é o nome da região onde o fóssil foi encontrado. E o nome da espécie tolentinoi é em homenagem ao Tolentino Marafiga, que descobriu o fóssil, ao lado de uma estrada em 1998.

## Classificação
Após sua descrição, Unaysaurus foi atribuído ao Plateosauridae. Sob esta atribuição, o parente mais próximo do Unaysaurus era, contra intuitivamente, não da América do Sul, mas sim do Plateosaurus, que viveu há cerca de 210 milhões de anos na Alemanha. No entanto, em 2018, Unaysaurus foi designado para pertencer ao clado, recém-construído Unaysauridae, ao lado de Macrocollum e Jaklapallisaurus, sendo o primeiro do Brasil.

## Paleoecologia
Unaysaurus viveu há cerca de 225 a 200 milhões de anos, na era Carniano ou Noriano, no final do período Triássico. Foi encontrado no sul do Brasil, que na época estava ligado ao noroeste da África. O mundo inteiro estava unido no grande supercontinente de Pangeia, que estava começando a se dividir em Laurásia ao norte e Gondwana ao sul. Uma datação U-Pb (decaimento de urânio) descobriu que a Formação Caturrita datava de cerca de há 225,42 milhões de anos, colocando-a menos de 10 milhões de anos mais jovem que as Formações Santa Maria e Ischigualasto, de onde os primeiros dinossauros são conhecidos.
A Formação Caturrita tem descoberto uma grande variedade de fauna, embora a formação também seja referida como a porção superior da Sequência Santa Maria 2. Múltiplos dinossauros estão representados na rocha da formação, incluindo o silesauro Sacisaurus agudoensis, e os sauropodomorfos contemporâneos Guaibasaurus candelariensis e Macrocollum itaquii, todos não encontrados em nenhum outro lugar. O dicinodonte Jachaleria candelariensis, um fitossauro não classificado, e dentes isolados de origem arcossauro também podem ser desenterrados na formação. Um único anfíbio estereoespondilo é conhecido da formação, mas ainda não foi identificado especificamente.
Uma quantidade extremamente rica de pequenos tetrápodes foi recuperada da Formação Caturrita, o que é bastante surpreendente. Eles medem menos de 15 cm (5,9 pol) de comprimento. As espécies preservadas são o procolofonídeo Soturnia caliodon, o lepidossauro Cargninia enigmatica, o esfenodontídeo Clevosaurus brasiliensis e alguns pequenos terapsídeos coexistindo com Faxinalipterus minima, um suposto pterossauro. Os terapsídeos incluem Riograndia guaibensis, Brasilodon quadrangularis, Brasilitherium riograndensis, Irajatherium hernandezi e Minicynodon maieri.